# Earl of Yarmouth
Earl of Yarmouth war ein britischer Adelstitel, der einmal in der Peerage of England und zweimal in der Peerage of Great Britain verliehen wurde.

## Verleihungen
Der Titel wurde erstmals am 30. Juli 1679 für den Politiker Robert Paston, 1. Baron Paston geschaffen. Bereits am 19. August 1673 war ihm in der Peerage of England der Titel Baron Paston, of Paston in the County of Norfolk, verliehen worden. Zudem hatte er 1663 von seinem Vater, Sir William Paston, 1. Baronet, den Titel 2. Baronet, of Oxmead in the County of Norfolk geerbt, der diesem am 7. Juni 1641 in der Baronetage of England verliehen worden war. Alle drei Titel erloschen beim Tod seines Sohnes, des 2. Earls, am 25. Dezember 1732.
Am 24. März 1740 schuf König Georg II. den Titel für seine deutsche Mätresse Amalie Sophie von Wallmoden (geborene von Wendt) in der Peerage of Great Britain als Countess of Yarmouth, in the County of Norfolk, neu, zusammen mit dem nachgeordneten Titel Baroness Yarmouth. Beide Titel wurden ihr auf Lebenszeit (Life Peerage) verliehen und erloschen bei ihrem Tod am 20. Oktober 1765.
Im Juli 1793 wurde der Titel in dritter Verleihung in der Peerage of Great Britain an Francis Seymour-Conway, 1. Earl of Hertford verliehen, zusammen mit dem übergeordneten Titel Marquess of Hertford. Der Titel ist seither ein nachgeordneter Titel des jeweiligen Marquess und wird von dessen jeweiligem Titelerben (Heir apparent) als Höflichkeitstitel geführt.

## Liste der Earls of Yarmouth

### Earls of Yarmouth, erste Verleihung (1679)
- Robert Paston, 1. Earl of Yarmouth (1631–1683)
- William Paston, 2. Earl of Yarmouth (1654–1732)

### Countess of Yarmouth, zweite Verleihung (Life Peerage, 1740)
- Amelia Sophia de Walmoden, Countess of Yarmouth (1704–1765)

### Earls of Yarmouth, dritte Verleihung (1793)
- Francis Seymour-Conway, 1. Marquess of Hertford, 1. Earl of Yarmouth (1718–1794)
- Francis Seymour-Conway, 2. Marquess of Hertford, 2. Earl of Yarmouth (1743–1822)
- Francis Seymour-Conway, 3. Marquess of Hertford, 3. Earl of Yarmouth (1777–1842)
- Richard Seymour-Conway, 4. Marquess of Hertford, 4. Earl of Yarmouth (1800–1870)
- Francis Seymour, 5. Marquess of Hertford, 5. Earl of Yarmouth (1812–1884)
- Hugh Seymour, 6. Marquess of Hertford, 6. Earl of Yarmouth (1843–1912)
- George Seymour, 7. Marquess of Hertford, 7. Earl of Yarmouth (1871–1940)
- Hugh Seymour, 8. Marquess of Hertford, 8. Earl of Yarmouth (1930–1997)
- Henry Seymour, 9. Marquess of Hertford, 9. Earl of Yarmouth (* 1958)

Heir apparent ist der Sohn des aktuellen Titelinhabers William Seymour, Earl of Yarmouth (* 1993).